# Goulguin-Yarcé
Ne doit pas être confondu avec Gouguin.
Goulguin-Yarcé est une localité située dans le département de Kaya de la province du Sanmatenga dans la région Centre-Nord au Burkina Faso.

## Géographie
Goulguin-Yarcé est situé à 2,5 km au sud de Sian, à environ 10 km à l'ouest du centre de Kaya, la principale ville de la région. Le village est à environ 2,5 km au nord de la route régionale 14 reliant Kaya à Mané.

## Économie
L'agro-pastoralisme est l'activité principale du village permise par l'importante retenue d'eau du lac de barrage de Sian-Kougouri, dont le niveau est conditionné par celui du lac de barrage de Dem en amont.

## Éducation et santé
Le centre de soins le plus proche de Goulguin-Yarcé est le centre de santé et de promotion sociale (CSPS) de Sian tandis que le centre hospitalier régional (CHR) se trouve à Kaya.
Le village possède une école primaire publique.